# Цивета африканська
Цивета африканська, цивета, цівета, африканська вівера (Civettictis civetta) — єдиний ссавець роду цивета (Civettictis) родини Віверових (Viverridae). Цей нічний, солітарний опортуністичний вид населяє савани й ліси південної і центральної частини Африки. Це найбільший представник африканських віверових, який, до того ж, має унікальне забарвлення: чорно-білі клітинки і плями на тілі, чорні смуги, що оточують очі, непропорційно великі задні кінцівки й коротка грива (2.5–10 см), яка зводиться, коли тварина потурбована або налякана.

## Поширення
Широко розповсюджений у Африці на південь від Сахари й до півночі Намібії, півночі та сходу Ботсвани, північного-сходу ПАРу. Записані на висоті 5000 м над рівнем моря на горі Кіліманджаро. Займає різні місця проживання, включаючи вторинний ліс, помережані деревами чи чагарниками місцевості, а також водне середовище. Як правило, відсутні в посушливих регіонах, за винятком річкових систем у них. Часто зустрічаються на деградованих і знелісених землях, і регулярно зустрічаються поблизу сіл.

## Морфологія
Морфометрія. Довжина голови й тіла: 120—140 см, довжина хвоста: 40–60 см, висота в плечах: 40 см, вага: 9–15 кг.
Опис. Довготілий, кремезнозбудований, довгоногий, приблизно розмірів середньої собаки. При русі вигинає спину і тримає голову низько. Волосся довге і грубі. Лоб світло-сірий, мордочка біла, і широка чорна смуга проходить горизонтально між лобом і мордочкою і продовжується навколо голови на горлі. Чітка світла смуга тягнеться від основи вуха до грудей. На тлі тіла, яке може мати колір від сіруватого до сірувато-коричневого, знаходиться велика кількість плям, клаптів і смуг. Плями менш різкі або й відсутні на плечах і шиї. Лапи чорні. Ноги чорні. Є гребінь темного волосся вздовж хребта до хвоста, який підіймається, коли тварина знаходиться під загрозою або в напрузі. Вуха маленькі, з чорним кінчиком. Пухнастий хвіст з білими й чорними смугами; верх хвоста і кінчик чорні.

## Поведінка, життєвий цикл
Вид всеїдний і неперебірливий у харчуванні. Зокрема поживою є комахи та інші безхребетні, дикорослі плоди, дрібні гризуни, рептилії, птахи і падло. Тварина здатна вживати отруйних безхребетних (таких, як багатоніжки) і змій. Здобич в основному виявляється за допомогою запаху і звуку, а не зором. Найбільша здобич: зайці й цесарки. Головним чином нічний, але пік активності припадає на ранній ранок і пізній вечір. Солітарний або живе в парах. Виводок, що складається з 2–4 дитинчат, зазвичай народжується влітку в норах, викопаних іншими видами, в ущелинах, або в густій рослинності. Вагітність триває 60–65 днів.

## Загрози та охорона
Серйозних загроз для виду нема. Проживає в багатьох природоохоронних областях по всьому ареалу. Проте вони зазвичай використовуються для продажу як м'ясо диких тварин, і є одним з найпоширеніших ссавців на ринках диких тварин у Південно-Східній Нігерії, де вони використовуються для виробництва продуктів харчування і виробів із шкіри.

## Галерея

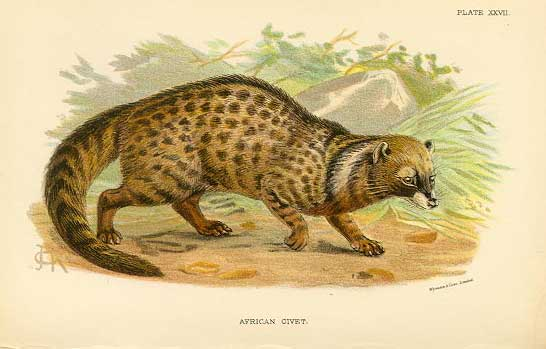
Малюнок
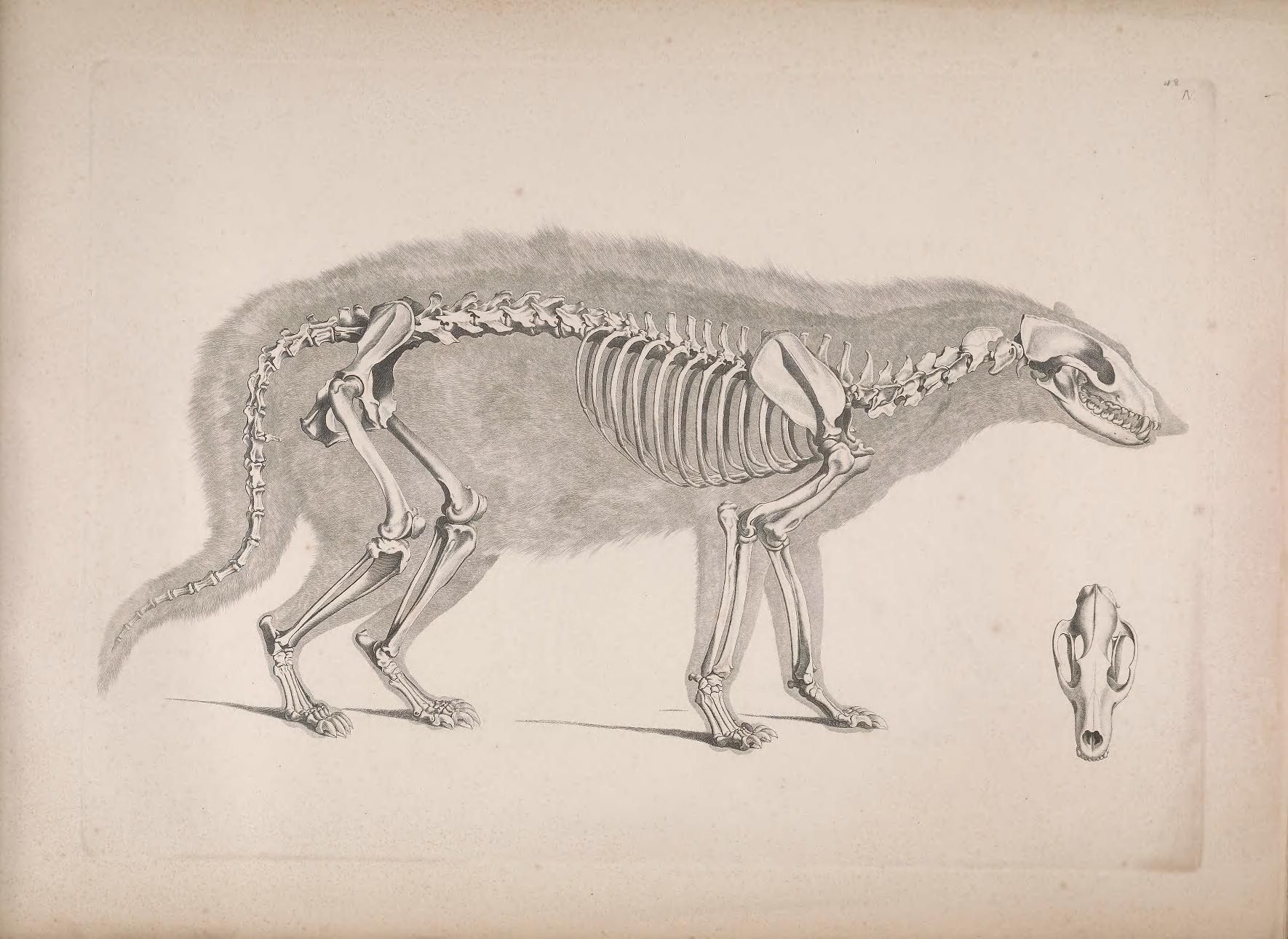
Скелет
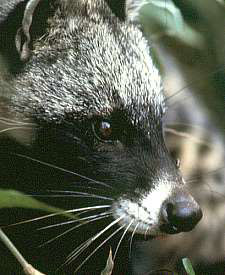
Голова